# DDR-Badmintonmeisterschaft 1966
Die DDR-Badmintonmeisterschaft 1966 fand vom 23. bis zum 24. April 1966 in Dresden statt. Es war die 6. Austragung der Titelkämpfe.

## Medaillengewinner
| Disziplin    | Gold                                                | Silber                                                                | Bronze                                               |
| ------------ | --------------------------------------------------- | --------------------------------------------------------------------- | ---------------------------------------------------- |
| Herreneinzel | Gottfried Seemann (Aktivist Tröbitz)                | Klaus Katzor (Aktivist Tröbitz)                                       | Joachim Schimpke (Aktivist Tröbitz)                  |
| Dameneinzel  | Rita Gerschner (Aktivist Tröbitz)                   | Ruth Preuß (Post Berlin)                                              | Annemarie Richter (Dynamo Freiberg)                  |
| Herrendoppel | Gottfried Seemann Erich Wilde (Aktivist Tröbitz)    | Klaus Katzor Joachim Schimpke (Aktivist Tröbitz)                      | Norbert Skonetzki / Volker Herbst (HSG DHfK Leipzig) |
| Damendoppel  | Rita Gerschner Annemarie Seemann (Aktivist Tröbitz) | Ruth Preuß Beate Herbst (Post Berlin / HSG DHfK Leipzig)              | Elke Lein Annemarie Richter (Dynamo Freiberg)        |
| Mixed        | Gottfried Seemann Rita Gerschner (Aktivist Tröbitz) | Eberhard Hübner Brigitte Lehnert (SG Gittersee / Dynamo Aschersleben) | Bernd Hachmeister Beate Herbst (HSG DHfK Leipzig)    |